# 圖爾瓦河
圖爾瓦河是俄羅斯的河流，位於彼爾姆邊疆區內，屬於卡馬河的左支流，自邊疆區南部高地的發源地一直朝北流，最終在奧薩附近注入沃特金斯克水庫，河道全長118公里，流域面積3,530平方公里。

## 外部連結
- Encyclopedia of Perm oblast (Энциклопедия Пермской области) (Russian)